# Aleksandr Dargomyzjskij

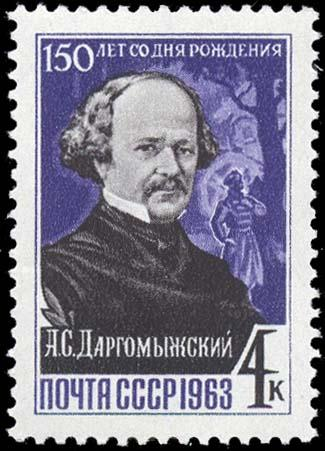
Aleksandr Dargomyzjskij hedrad på sovjetiskt frimärke.

Aleksandr Sergejevitj Dargomyzjskij (ryska: Александр Сергеевич Даргомыжский), född 14 februari 1813 i Guvernementet Tula, död 17 januari 1869 i Sankt Petersburg, var en rysk tonsättare och pianist.

## Biografi
Dragomyzjskij fick tidigt undervisning i piano och var vid 20 år en framstående pianist. Han var till en början statstjänsteman, men efter att ha blivit bekant med Michail Glinka 1834, kom han att ägna sig åt musiken. Han levde mestadelen av sitt liv i Sankt Petersburg och valdes 1867 till ordförande i Ryska musiksällskapet. Han var vid sidan av Glinka den mest betydande föregångaren till den nyryska skolan.

## Musik
Den första operan, Esmeralda, blev 1839 en publikframgång. Den följdes av operorna Rusalka, efter ett verk av  Aleksandr Pusjkin och som bygger på rysk folkmusik, samt Kamennij gost (Stengästen). Dragomyzjskij har även skrivit orkesterfantasier, danser och sånger, allt i rysk stil, samt en självbiografi, utgiven av Nikolaj Findeisen 1922.

## Verk (urval)
- Esmeralda, opera, 1839
- Rusalka, opera, 1855
- Bacchusfesten, Kantat, 1848
- Bolero, för orkester, 1839
- Fantasie-Scherzo Baba-Jaga, för orkester, 1862
- Smårysk kosackdans, för orkester, 1864
- Finsk fantasi, för orkester, 1867
- Stengästen, opera fullbordad av César Cui och Nikolaj Rimskij-Korsakov. Uruppförd 1872
- flera Lieder, såsom Ormen, Titulärrådet, Den gamle korpralen.
- Smärre pianostycken och variationsverk